# Sebourg British Cemetery
 Sebourg British Cemetery is een Britse militaire begraafplaats met gesneuvelden uit de Eerste Wereldoorlog, gelegen in Sebourg in het Franse Noorderdepartement.
De begraafplaats werd ontworpen door William Cowlishaw en ligt op ruim 1 km ten zuidoosten van het centrum van Sebourg (Église Saint-Martin). Vanaf een onverharde landweg en een trap met 9 opwaartse treden leidt een pad van 200 m naar de toegang van de begraafplaats.
Ze heeft een rechthoekig grondplan met een oppervlakte van 273 m² en wordt omsloten door een natuurstenen muur. Het Cross of Sacrifice staat tegen de oostelijke muur op een verhoogde stenen bloembak. De begraafplaats wordt onderhouden door de Commonwealth War Graves Commission.
Er liggen 61 doden begraven waaronder 5 niet geïdentificeerde.

## Geschiedenis
In november 1918 werd in de omgeving van Sebourg hevige strijd geleverd tijdens de oversteek van de rivier de Aunelle. Slachtoffers van dit gevecht werden hier begraven en meer dan de helft van hen waren manschappen van de Sherwood Foresters (Notts and Derby Regiment).
Onder de geïdentificeerde doden zijn er 55 Britten en 1 Canadees.
Op de gemeentelijke begraafplaats van Sebourg liggen ook nog 19 gesneuvelden uit dezelfde strijd.

### Onderscheiden militairen
- korporaal J.H. Ward (Middlesex Regiment) werd onderscheiden met de Distinguished Conduct Medal en de Military Medal (DCM, MM).
- korporaal Ephraim Zolowski en soldaat W.D. Clowes (Sherwood Foresters (Notts and Derby Regiment)); korporaal Joseph Willans Collinson (West Yorkshire Regiment (Prince of Wales's Own)); kanonnier F.A. Oliver (Royal Garrison Artillery) en soldaat E.J. Hield (Royal Army Medical Corps) werden onderscheiden met de Military Medal (MM).